# ليونارد جي. وولف
ليونارد جي. وولف (بالإنجليزية: Leonard G. Wolf)‏ هو سياسي أمريكي، ولد في 29 أكتوبر 1925 في مقاطعة دان في الولايات المتحدة، وتوفي في 28 مارس 1970 في واشنطن العاصمة في الولايات المتحدة. حزبياً، نشط في الحزب الديمقراطي. وقد انتخب عضو مجلس النواب الأمريكي.